# John Barrowman
John Scot Barrowman (Glasgow, 1967. március 11.) skót–amerikai énekes, színész, táncos, zenei előadóművész és médiaszemélyiség. 
Legismertebb szerepe Jack Harkness kapitány a Ki vagy, doki? (Doctor Who) és a Torchwood című sorozatokban.

## Fiatalkora
1967. március 11-én született a skóciai Glasgowban. Nyolc éves volt, amikor a családjával elköltözött az amerikai Aurora városába. A Joliet West High Schoolban kezdett tanulni. A középiskolai zene- és angoltanárai megváltoztatták az életét.
Az angoltanára Johnt egy tehetséggondozó programba tette át. Különféle zenei produkciókban szerepelt (pl. Hello, Dolly!, Camelot). 1985-ben sikeresen leérettségizett és megkapta az amerikai állampolgárságot is.
Érettségi után San Diegóba költözött, és a The United States International Universityre (Amerikai Egyesült Államok Nemzetközi Egyeteme) járt. Majd hat hónapra visszatért Nagy-Britanniába egy csereprogram keretén belül.
Shakespeare-t ment tanulmányozni 1989-ben. Még ebben az évben a londoni West Enden több színdarabban szerepelt. (pl. Matador, Anything Goes, Phantom of the Opera, Hair, Miss Saigon, Beauty and the Beast).
1998-ban Oliver Awardra jelölték, mint legjobb musical színészt.

## Pályafutása
1993-tól a televíziózás is felkeltette a figyelmét. Első szereplése egy gyerekműsor volt, a Live & Kicking, ahol állandó műsorvezetőként is szerepelt. Zsűritag volt egy zenei tehetségkutató műsorban. A Heaven and Earth BBC produkciójában is részt vett.
2002-ben az alacsony költségű Shark Attack 3: Megalodon filmben is játszott. A De-Lovely filmben pedig megcsillogtatta a zenei tehetségét is: duettet énekelt Kevin Kleinnal (Night and Day).
Legismertebb szerepe Jack Harkness kapitány volt, a Ki vagy, doki? című sci-fi sorozatban. Jack egy 51. századi időutazó volt, Visszatérő vendégszereplőként tűnt fel. Ám olyan sikere lett, hogy saját sorozatot kapott, Torchwood címmel. A két sorozat az Amerikai Egyesült Államokban is nagy sikert aratott.
2009–2011 között vezette a Tonight's the Night című szórakoztató műsort a BBC One csatornán.
Vendégszereplőként a Hotel Babylon, majd a Született feleségek című sorozatban is megjelent. 2012-től 2019-ig A zöld íjász című televíziós sorozatban Malcom Merlyn szerepét játszotta.

## Magánélete
John a legfiatalabb a testvérei között, egy bátyja és két nővére van. 
Nyíltan felvállalja homoszexualitását. Partnerét, Scott Gillt 1991-ben ismerte meg egy színházi előadáson, 1993 óta élnek együtt, 2006 decemberében bejegyzett élettársi kapcsolatba léptek. 2013-ban, amikor Kalifornia állam legálissá tette a melegházasságot, 20 év együttélés után összeházasodtak. 

## Filmjei
- Aki legyőzte Al Caponét (1987)
- Central Park West (1995-1996)
- Titánok (2000-2001)
- Gyilkos cápák 3. – Őslények tengere (2002)
- De-Lovely – Ragyogó évek (2004)
- Hasonulás (2004)
- Ki vagy, doki? (2005-2010)
- Producerek (2005)
- Torchwood (2006-2011)
- Al Murray tudathasadásos személyiségzavara (2009)
- Az én kis családom (2009)
- Született feleségek (2010)
- A zöld íjász (2012-2017)
- Vagányok – Öt sikkes sittes (2012)
- Zero Dark Thirty – A Bin Láden hajsza (2012)
- Botrány (2013)
- Flash – A Villám (2015-2017)
- Az uralkodónő (2016)
- A holnap legendái (2016-2017)

## Fordítás
- Ez a szócikk részben vagy egészben  a   John Barrowman című angol Wikipédia-szócikk fordításán alapul.  Az eredeti cikk szerkesztőit annak laptörténete sorolja fel. Ez a jelzés csupán a megfogalmazás eredetét és a szerzői jogokat jelzi, nem szolgál a cikkben szereplő információk forrásmegjelöléseként.

## További információ
- Hivatalos oldal
- John Barrowman a Facebookon
- John Barrowman a PORT.hu-n (magyarul)
- John Barrowman az Internetes Szinkronadatbázisban (magyarul)
- John Barrowman az Internet Movie Database-ben (angolul)
- John Barrowman a Rotten Tomatoeson (angolul)
- John Barrowman az Instagramon